# Dargaville
Dargaville is een plaats in de regio Northland op het Noordereiland van Nieuw-Zeeland en ligt 55 kilometer ten zuidwesten van Whangarei. Dargaville ligt op de kruising van Highway 12 en 14.

## Geschiedenis

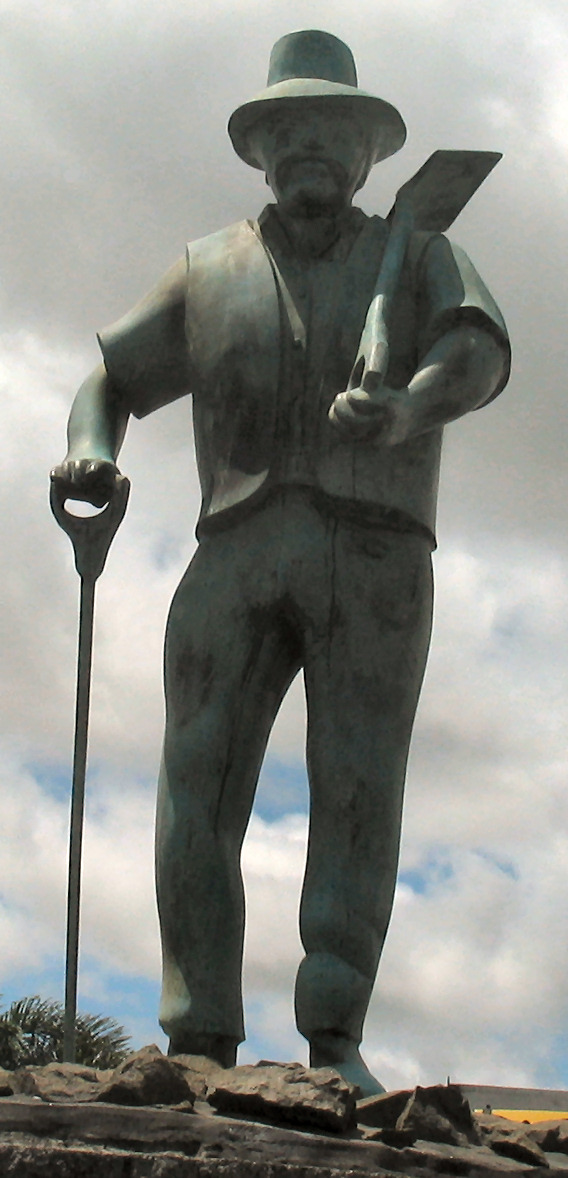
"Gumdigger" standbeeld van Dargaville

Dargavill is vernoemd naar politicus Joseph McMullen Dargaville (1837-1896). Het is gesticht tijdens de 19e-eeuwse agathis-gom en -hout handel, en was gedurende een korte periode de grootste plaats van Nieuw-Zeeland. Veel van de huidige bewoners stammen af van Kroaten uit de regio Dalmatië.

## Geografie
Dargaville heeft een van de grootste uitgestrekte stranden van Nieuw-Zeeland en is de toegangspoort tot het Waipoua Forest, een nationaal park waar de grootste agathis bomen van Nieuw-Zeeland staan. Tane Mahuta (Maori voor "Heer van het bos") is de grootste van allemaal.